# Лінійна група
У математиці матрична група — група, утворена невиродженими матрицями, що задані над полем {\displaystyle \mathbb {K} } з операцією матричного множення.
Лінійна група є групою, яка ізоморфна матричній групі (тобто допускає точне, скінченновимірне представлення над полем {\displaystyle \mathbb {K} }).
Будь-яка скінченна група є лінійною, оскільки її можна реалізувати за допомогою матриць перестановок, використовуючи теорему Келі.
Серед нескінченних груп лінійні групи утворюють цікавий та «слухняний» клас. Прикладами нелінійних груп є «занадто великі» групи (наприклад, група перестановок нескінченної множини) або групи, які виявляють певну патологічну поведінку (наприклад, скінченно породженна нескінченна періодична група).

## Означення та основні приклади
Група {\displaystyle G} називається лінійною, якщо існує поле {\displaystyle \mathbb {K} }, натуральне {\displaystyle d} та ін'єктивний гомеоморфізм з групи {\displaystyle G} в загальну лінійну групу {\displaystyle G} (точне лінійне представлення розмірності {\displaystyle d} над полем {\displaystyle \mathbb {K} }): при необхідності можна вказувати поле і розмірність, кажучи, що група {\displaystyle G} є лінійною порядку {\displaystyle d} над полем {\displaystyle \mathbb {K} }.
Основні приклади — це групи, які визначаються, як підгрупи лінійної групи, наприклад:
1. Сама група {\displaystyle {\rm {GL}}_{n}(\mathbb {K} )};
2. Спеціальна лінійна група {\displaystyle {\rm {SL}}_{n}(\mathbb {K} )} (підгрупа матриць з визначником рівним 1);
3. Група невироджених верхньо- або нижньотрикутних матриць;
4. Якщо {\displaystyle g_{i}} — це сукупність елементів у {\displaystyle {\rm {GL}}_{n}(\mathbb {K} )}, що індексована множиною {\displaystyle I}, то підгрупа породжена {\displaystyle g_{i}} є лінійною групою.

При вивченні груп Лі, іноді зручно обмежувати увагу групам Лі, які можуть бути точно представлені над полем комплексних чисел.
(Деякі автори вимагають, щоб група була представлена як замкнена підгрупа групи {\displaystyle {\rm {GL}}_{n}(\mathbb {C} )}.) Прикладами книжок, які дотримуються цього підходу, є книги Hall (2015) and Rossmann (2002).

## Класи лінійних груп

### Класичні групи та пов'язані приклади
Так звані класичні групи узагальнюють наведені вище приклади 1 і 2.
Вони виникають як лінійні алгебраїчні групи, тобто як підгрупи {\displaystyle {\rm {GL}}_{n}}, що визначаються скінченною кількістю рівнянь.
Основними прикладами є ортогональні, унітарні та групи, але можна побудувати більше прикладів, використовуючи алгебру з діленням (наприклад, одинична група алгебри кватерніонів є класичною групою).
Зауважимо, що проєктивні групи, пов'язані з цими групами, також є лінійними, хоча це і менш очевидно. Наприклад, група {\displaystyle {\rm {PSL}}_{2}(\mathbb {R} )} не є групою матриць {\displaystyle 2\times 2}, але вона має точне представлення матрицями {\displaystyle 3\times 3} (приєднане представлення групи Лі), яке можна використовувати в загальному випадку.
Багато груп Лі є лінійними, але не всі з них. Універсальне накриття {\displaystyle {\rm {SL}}_{2}(\mathbb {R} )} не є лінійною групою, як і багато розв'язних груп, наприклад, фактор-група групи Гейзенберга за центральною циклічною підгрупою.
Дискретні підгрупи класичних груп Лі (наприклад, гратки на групах або тонкі групи) також є прикладами цікавих лінійних груп.

### Скінченні групи
Скінченна група {\displaystyle G} порядку {\displaystyle n} є лінійною порядку щонайбільше {\displaystyle n} над будь-яким полем {\displaystyle \mathbb {K} }.
Це твердження іноді називають теоремою Келі, і воно є простим результатом того, що дія групи {\displaystyle G} над груповим кільцем {\displaystyle K[G]} шляхом лівого (або правого) множення є лінійною і точною.
Скінченна група ліївського типу (класичні групи над скінченними полями) є важливою сім'єю скінченних простих груп, оскільки вони займають більшість випадків у класифікації скінченних простих груп.

### Скінченно породженні матричні групи
Хоча вищенаведений приклад 4 занадто загальний, щоб визначити характерний клас (він включає всі лінійні групи), обмеження щодо скінченності множини індексів {\displaystyle I}, тобто щодо скінченності породжених груп, дає можливість побудувати багато цікавих прикладів. Наприклад:
- Пінг-понг лему можна використовувати для побудови багатьох прикладів лінійних груп, які є вільними групами (наприклад, група породжена матрицями {\displaystyle \left({\begin{smallmatrix}1&0\\2&1\end{smallmatrix}}\right)}, {\displaystyle \left({\begin{smallmatrix}1&2\\0&1\end{smallmatrix}}\right)} є вільною).

- Арифметичні групи, як відомо, є скінченно породженими. З іншого боку, важко знайти явну множину генераторів для даної арифметичної групи.

- Група кіс (визначається як скінченно представлена група) має точне лінійне представлення на скінченновимірному комплексному векторному просторі, де дія генераторів визначається за допомогою явних матриць.[3]

### Геометричні приклади
У деяких випадках можна показати, що фундаментальна група на многовиді є лінійною групою за допомогою представлень, що мають геометричне походження.
Наприклад, усі замкнені поверхні щонайменше 2 роду є гіперболічними поверхнями Рімана.
За допомогою теореми про уніформізацію це приводить до представлення її фундаментальної групи в групі ізометрій гіперболічної площини, яка ізоморфна групі {\displaystyle {\rm {PSL}}_{2}(\mathbb {R} )} і це реалізує фундаментальну групу як групу Фукса.
Узагальнення цієї конструкції дається за допомогою поняття (G,X)-структури на многовиді.
Інший приклад — фундаментальна група многовидів Зейферта.
З іншого боку, невідомо, чи є всі фундаментальні групи 3-вимірних многовидів лінійними.

## Властивості
Хоча лінійні групи — це величезний клас прикладів, серед усіх нескінченних груп вони відрізняються багатьма чудовими властивостями.
Скінченно породжені лінійні групи мають такі властивості:
- Вони скінченно апроксимовні групи;
- Теорема Бернсайда:група з закрутом скінченної експоненти, яка є лінійною над полем характеристики 0, має бути скінченною.[4]
- Теорема Шура: лінійна група з закрутом є локально скінченною групою. Зокрема, якщо група скінченно породжена, то вона скінченна.[5]
- Лема Сельберга: будь-яка скінченно породжена лінійна група містить беззакрутову підгрупу скінченного індексу.[6]

Альтернатива Тітса стверджує, що лінійна група або містить неабелеву вільну групу, або є практично розв'язною (тобто містить розв'язну групу скінченного індексу).
Це має багато подальших наслідків, наприклад:
- Функція Дена[en] скінченно породженої лінійної групи може бути лише поліном або експонентою.
- Аманабельна[en] лінійна група є фактично розв'язною, зокрема елементарно аманабельною[en].
- Гіпотеза фон Неймана справедлива для лінійних груп.

## Приклади нелінійних груп
Неважко навести приклади нескінченно породжених нелінійних груп: наприклад, нескінченна абелева 2-група {\displaystyle (\mathbb {Z} /2\mathbb {Z} )^{N}} не може бути лінійною, оскільки, якби це було так, то вона була б діагоналізованою і скінченною.
Оскільки симетрична група на нескінченній множині містить цю групу, то вона також не є лінійною.
Пошук прикладів скінченно породжених груп є більш тонким і зазвичай вимагає використання однієї із властивостей, перерахованих вище.
- Оскільки будь-яка скінченна лінійна група є фініто апроксимовною, то вона не може бути одночасно простою і нескінченною.

Таким чином, скінченно породженні нескінченні прості групи, наприклад групи Томпсона {\displaystyle F} та група Хігмана є нелінійними групами.
- За наслідком вищезазначеної альтернативи Тітса, групи проміжного зростання, такі як група Григорчука[en], не є лінійними.
- Знову ж таки за альтернативою Тітса, як уже згадувалося вище, усі контрприклади до гіпотези фон Неймана не є лінійними. Зокрема, група Томпсона {\displaystyle F} та групи монстри Тарського.
- За теоремою Бернсайда, нескінченні скінченно породжені групи з закрутом, такі як групи монстри Тарського не можуть бути лінійними.[7]
- Існують приклади гіперболічних груп, які не є лінійними, отримані як фактор-групи граток на групах Лі {\displaystyle {\rm {Sp}}(n,1)}.[7]
- Група зовнішніх автоморфізм[en] Out(Fn)[en] вільної групи не є лінійною принаймні для {\displaystyle n=4}.[8]
- На відміну від випадку груп кіс відкритим є питання[en] чи є лінійною група класів перетворень поверхні[en] роду {\displaystyle >1}.

## Теорія представлень
Після того як встановлено, що група є лінійною, цікаво спробувати знайти «оптимальне» точне лінійне представлення для неї, наприклад, представлення найнижчої можливої розмірності, або навіть спробувати прокласифікувати всі її лінійні представлення (включаючи ті, які не є точними).
Ці питання є об'єктом дослідження в теорії представлень.
Найважливіші частини цієї теорії включають:
- Теорія представлення скінченних груп[en].
- Теорія представлення груп Лі[en] та більш загальних лінійних алгебраїчних груп.

Теорія представлення нескінченних скінченнопороджених груп загалом є загадковою; об'єктом дослідження у цьому випадку є характеристичні многовиди групи, які добре зрозумілі лише у дуже небагатьох випадках, наприклад, вільні групи, групи поверхонь та, загальніше, гратки на групах Лі (наприклад, через теорему Маргуліса про супержорсткість та інші результати про жорсткість).